# Balázs Györe
 (février 2022).
Si vous disposez d'ouvrages ou d'articles de référence ou si vous connaissez des sites web de qualité traitant du thème abordé ici, merci de compléter l'article en donnant les références utiles à sa vérifiabilité et en les liant à la section « Notes et références ».
Dans le nom hongrois Györe Balázs, le nom de famille précède le prénom, mais cet article utilise l’ordre habituel en français Balázs Györe, où le prénom précède le nom.
Balázs Györe est un poète et écrivain hongrois, lauréat du prix Attila-József en 2005

## Biographie
De 1976 à 1977, il enseigna à l'université de Szeged.
Depuis 1980, il est écrivain. Entre 1980 et 1985, il a été coéditeur du magazine Lélegzet (avec Péter Rácz et Ádám Tábor (hu)). Il est l'un des fondateurs du Cercle Örley. En 1985, il devint secrétaire du Cercle Attila József. Depuis 1989, il est rédacteur en chef de la sortie '84.

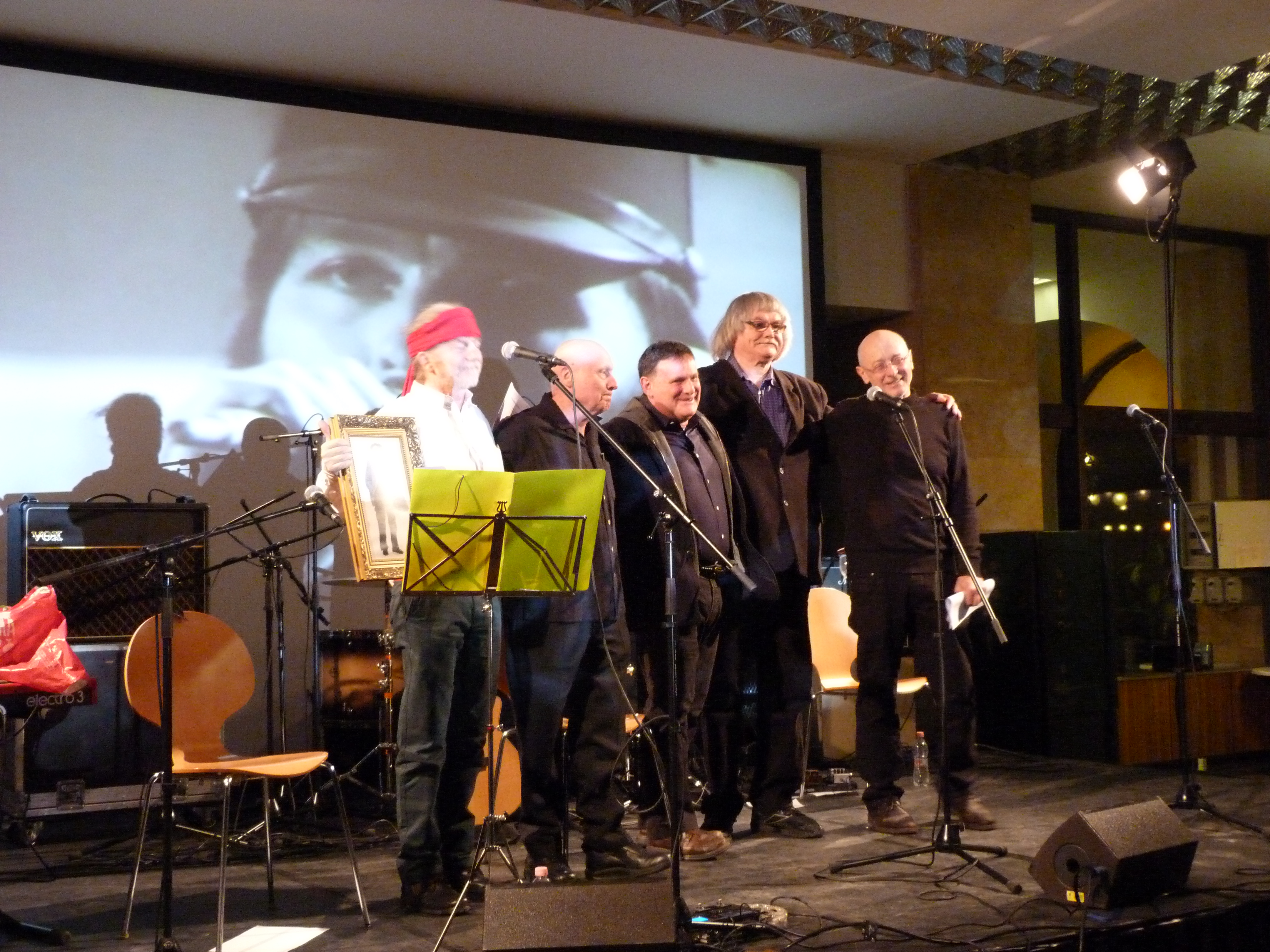
Balázs Györe (premier à droite) avec des membres du groupe littéraire d'avant-garde Fölöspéldány, fondé au printemps 1979. Photo prise à bibliothèque nationale Széchényi en 2016

Il fut l'ami de János Szerb et de Gyöngyvér Vigh